# Остров (Плюсский район)
Остров — деревня в Плюсском районе Псковской области, входит в состав сельского поселения Запольская волость.
Расположена в 2,5 км от автодороги Санкт-Петербург — Киев (М20), в 15 км к юго-западу от райцентра посёлка городского типа Заплюсье, и в 7 км к западу от волостного центра Заполье. Севернее примыкает к деревне Андромер. В 1,5 км к югу от озера Песно.
Численность населения деревни по оценке на конец 2000 года составляла 37 человек, по переписи 2002 года — 30 человек.